# 서태화
서태화(徐泰華, 1966년 3월 31일~)는 대한민국의 배우 겸 요리사이자 방송인이다.

## 생애
부산광역시에서 출생하였고 한때 1986년 뮤지컬 배우로 첫 데뷔를 하였고 이듬해 1987년 연극 배우로 데뷔하였으며 1997년 영화 《억수탕》의 조연을 통하여 영화 배우로 데뷔하였다.

## 학력
- 1985년~1992년 한양대학교 성악과 학사

## 출연작

### 영화
- 1997년 《억수탕》 - 건달 역
- 1998년 《키스할까요?》 - 준섭 역
- 1998년 《짱》 - 학생주임 역
- 1999년 《닥터 K》 - 3년차 역
- 1999년 《줄서기》
- 2000년 《비천무》 - 사준 역
- 2000년 《나도 아내가 있었으면 좋겠다》 - 홍탁 역
- 2001년 《친구》 - 정상택 역
- 2002년 《공공의 적》 - 최 검사 역
- 2002년 《재밌는 영화》 - 갑두 역
- 2007년 《싸움》 - 축산학과 교수 태화 역
- 2010년 《이웃집 남자》 - 민석 역
- 2010년 《무적자》 - 조 검사 역
- 2010년 《불량남녀》 - 점술가 역 (우정 출연)
- 2011년 《미안해, 고마워》
- 2012년 《파파》 - 서 실장 역 (우정 출연)
- 2012년 《나는 왕이로소이다》
- 2013년 《노리개》 - 이성렬 역
- 2013년 《짓》 - 동혁 역
- 2017년 《유리정원》 - 정 교수 역
- 2019년 《아직 사랑하고 있습니까?》 - 장민식 역

### 드라마
- 1992년 SBS 소설극장 《해빙기의 아침》 - 임화수 역
- 2002년 KBS 2TV 미니시리즈 《거침없는 사랑》 - 최민우 역
- 2004년 KBS 2TV 단막극 《KBS 드라마시티 - 사랑해요 수헬리》 - 교사 역
- 2006년 SBS 미니시리즈 《연애시대》 - 윤수 역
- 2008년 KBS 2TV 단막극 《KBS 드라마시티 - Call》
- 2008년 KBS 2TV 단막극 《KBS 드라마시티 - 세상끝의 눈물》
- 2009년 OCN 미니시리즈 《조선추리활극 정약용》 - 서균 역
- 2010년 OCN 미니시리즈 《야차》 - 내관 도시평 역
- 2011년 KBS 2TV 단막극 《KBS 드라마 스페셜 - 삐삐가 울린다》 - 이혁 역
- 2012년 TV조선 미니시리즈 《한반도》 - 김태성 역
- 2013년 MBC 일일드라마 《오로라 공주》 - 의상 디자이너 역 (특별 출연)
- 2014년 SBS 주말 특별기획 드라마 《엔젤 아이즈》 - 박형식 역 (특별출연)
- 2014년 tvN 월화드라마 《일리있는 사랑》 - 박 교수 역
- 2020년 JTBC 월화드라마 《날씨가 좋으면 찾아가겠어요》 - 목주홍 역 (특별 출연)
- 2020년 KBS 1TV 일일연속극 《누가 뭐래도》 - 김원태 역
- 2022년 KBS 1TV 드라마 《너만의 거리에서, 우리는》 - 승모 아빠 역
- 2023년 tvN 월화드라마 《청춘월담》 - 민호승 역
- 2024년 Wavve 드라마 《조폭인 내가 고등학생이 되었습니다》 - 최명헌 역

### 교양
- 2012년 KBS 2TV 《오감만족 세상은 맛있다》 - 서태화의 에스토니아 편
- 2015년 EBS 1TV 《최고의 요리비결》
- 2015년 EBS 1TV 《학교 요리왕》 - 심사위원
- 2019년 채널A 《행복한 아침》 - 10월 10일 셰프로 출연

### 예능
- 2012년 올'리브 요리배틀쇼 《키친 파이터》
- 2013년 올'리브 요리토크쇼 《서태화의 누들샵》 ... MC
- 2015년 채널A 《아내가 뿔났다》 - 요리연구가 이혜정의 드림맨으로 출연
- 2015년 SBS 《불타는 청춘》
- 2016년 MBC 《일밤 - 미스터리 음악쇼 복면가왕》 - 내 안에 첫 눈 있다 스노우 볼

### 연극
- 《햄릿》 - 클로디어스 대왕 역
- 《세종대왕》 - 안평대군 이용 역
- 2016년 《다우트》 - 플린 신부 역

### 뮤지컬
- 2008년 《트릿》
- 2008년 《폭풍의 언덕》
- 2013년 《폭풍의 언덕》
- 2014년 《홀스또메르》

### 기타
- 유튜브 《요리보고 태화보고》

## 수상 및 후보
| 연도 | 시상식            | 부문       | 작품   | 결과 |
| ---- | ----------------- | ---------- | ------ | ---- |
| 1997 | 제18회 청룡영화상 | 남우조연상 | 억수탕 | 후보 |
| 2001 | 제38회 대종상     | 남우조연상 | 친구   | 후보 |

## 가족 관계
- 아버지 : 서영동(2021년 9월 별세)
- 여동생 : 서지영 (1968년 12월 2일 ~ )
  - 매제 : 왕영범